# تپه‌قلعه

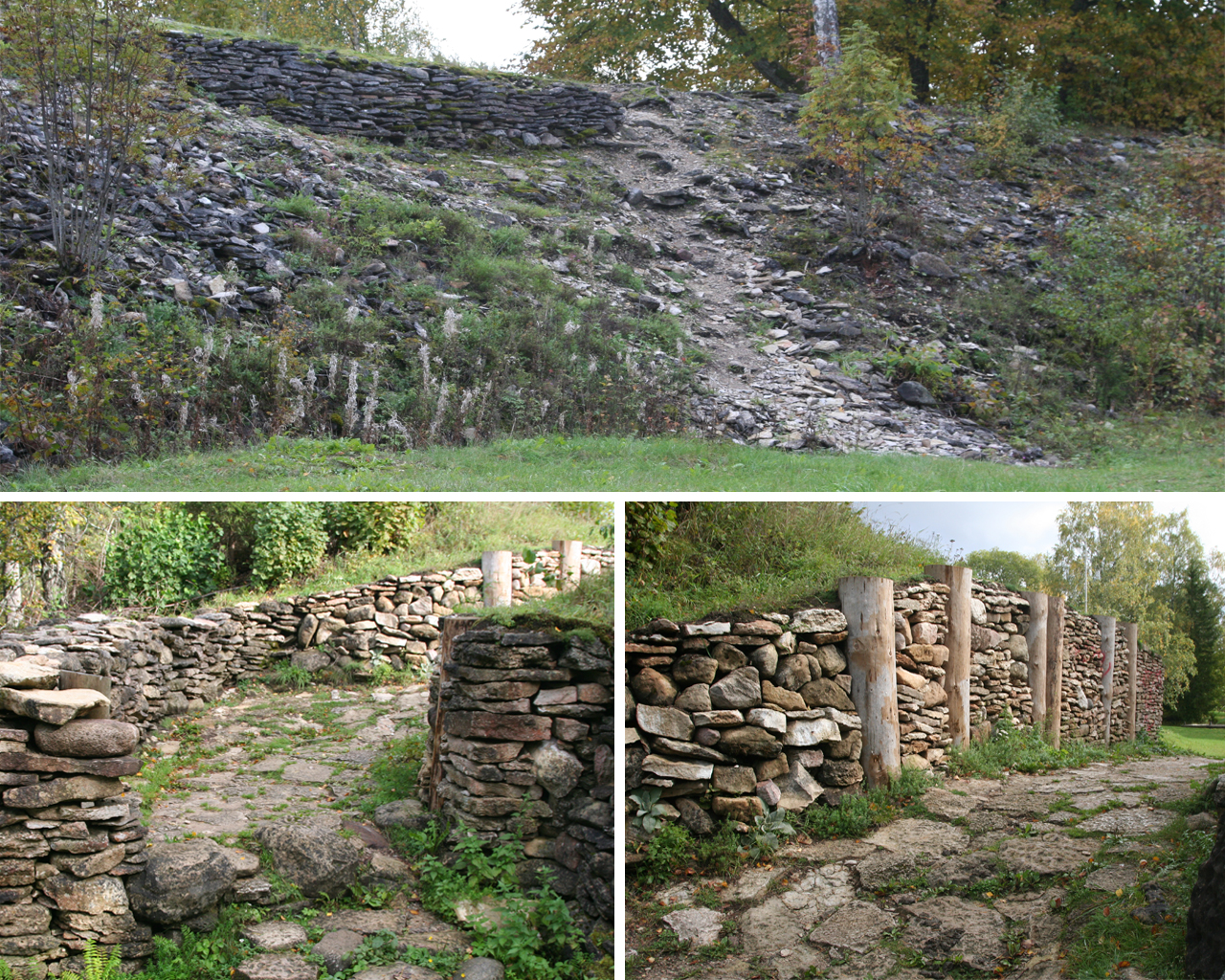
خرابه‌های تپه‌قلعه واربولا در استونی

تپه‌قلعه (انگلیسی: Hillfort) در استحکامات عنوان نوعی سنگر و پناهگاه مستحکم است که معمولاً برای دفاع از کلنی ایجاد می‌گردد. این نوع استحکامات بیشتر اوقات بر فراز مناطق مرتفع ایجاد می‌گردید تا پوشش دفاعی بیشتر و بهتری داشته باشد. قدمت ایجاد و ساخت تپه‌قلعه‌ها به عصر برنز و عصر آهن در اروپا هم می‌رسد. در دوره پس از امپراتوری روم هم از این شیوه استفاده گردیده. تپه‌قلعه‌ها گاهی در زیر خطوط تپه‌ها به همراه یک یا چند خط سنگر و دیوار تدافعی و خندق خارجی ایجاد می‌گردید. این شیوه از استحکامات تقریباً با آغاز هزاره اول و در دوران سلت‌ها در بسیاری از مناطق اروپای مرکزی و غربی تا زمان فتح روم رونق بسیار داشتند.

## نگارخانه

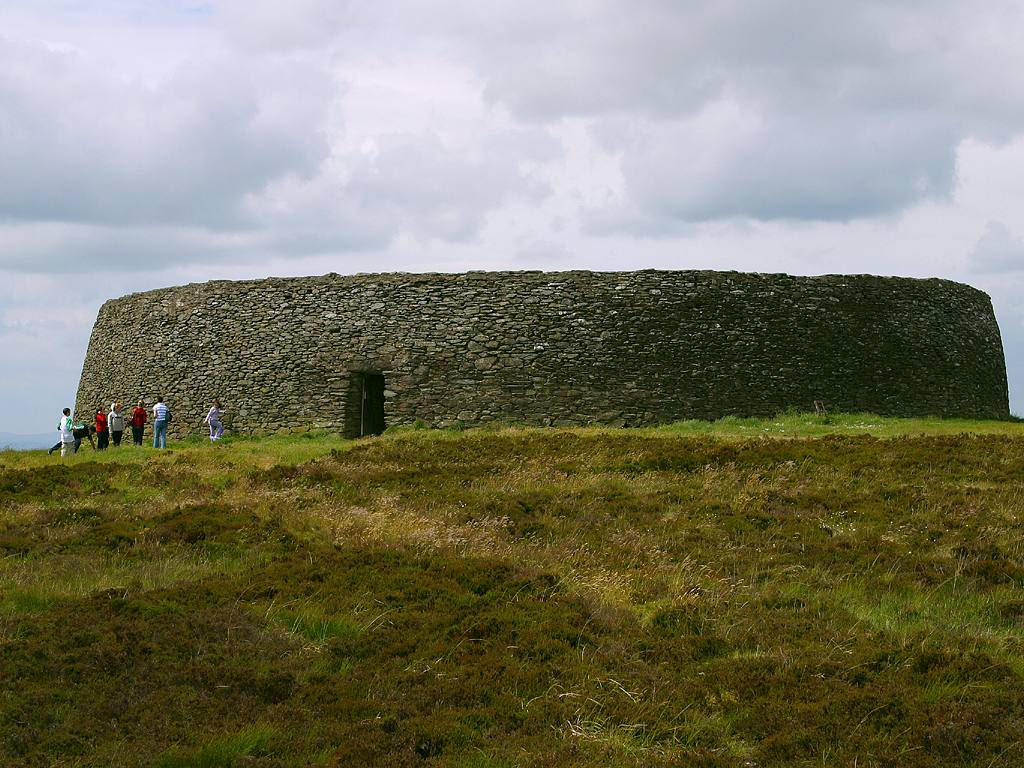
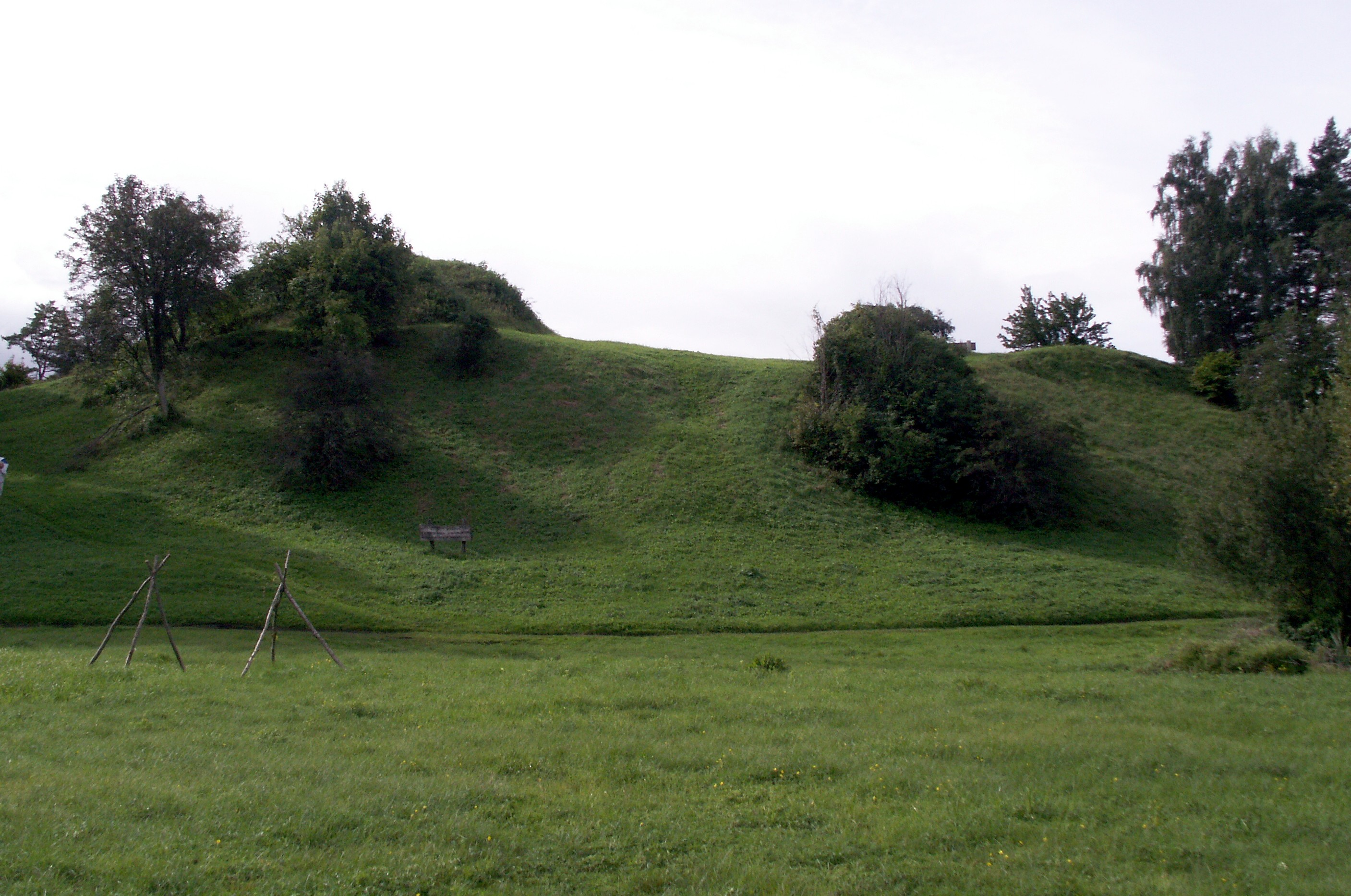
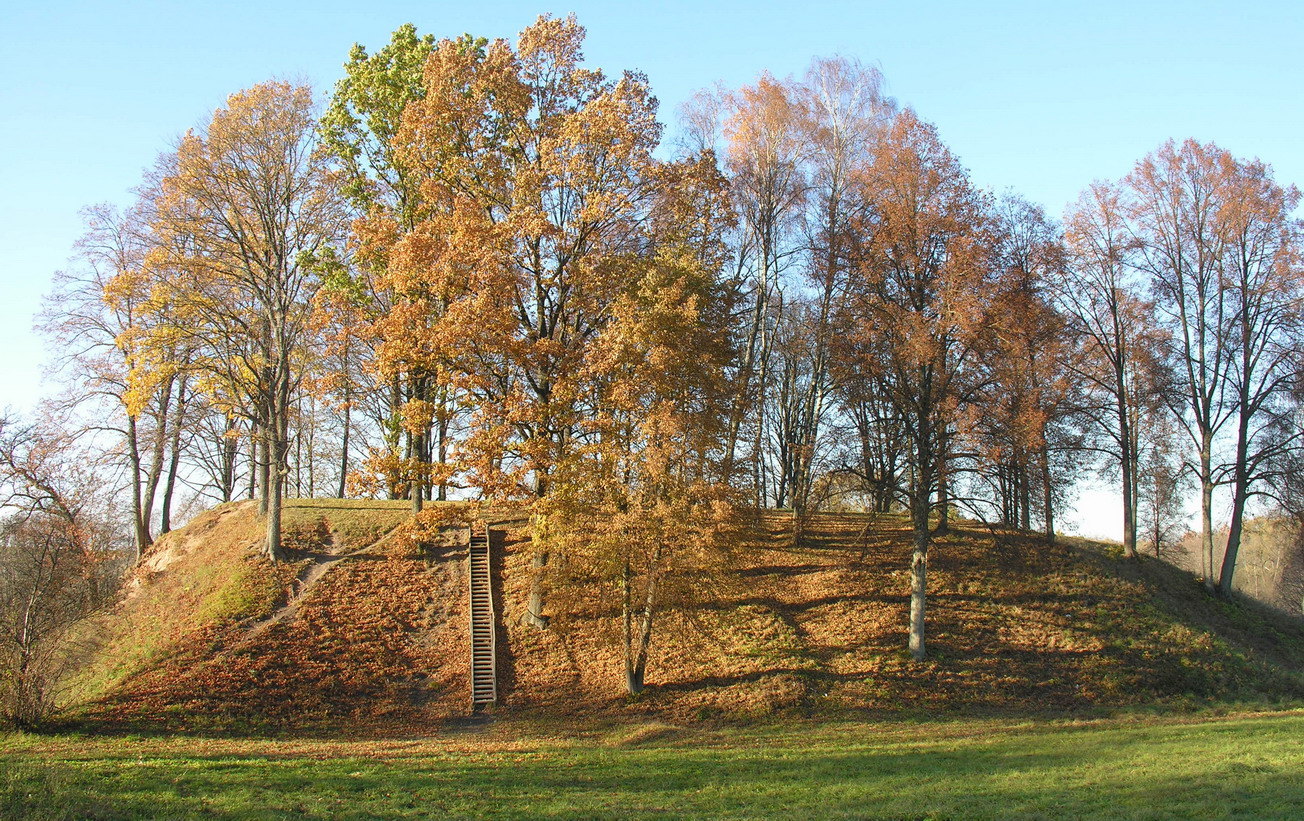
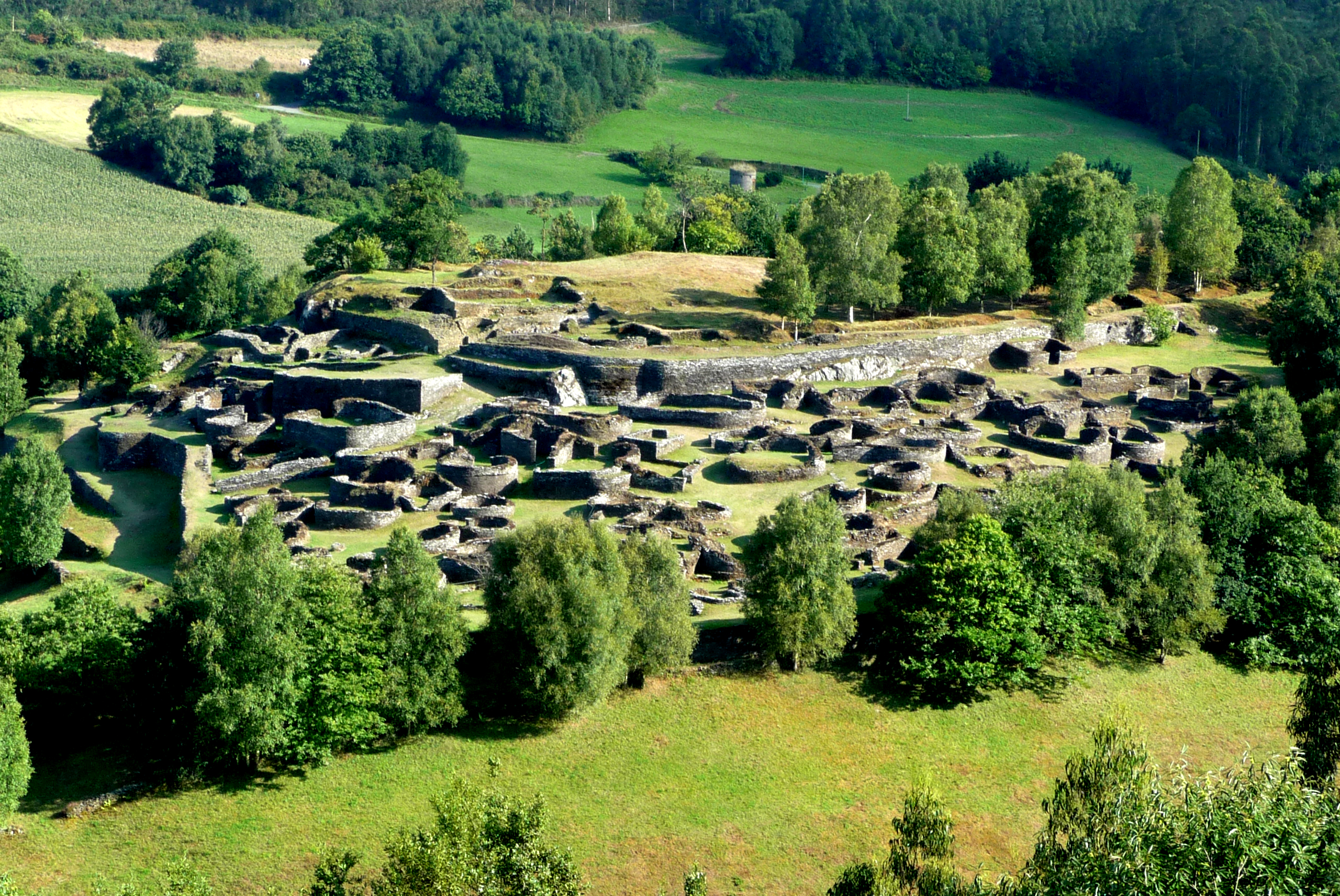
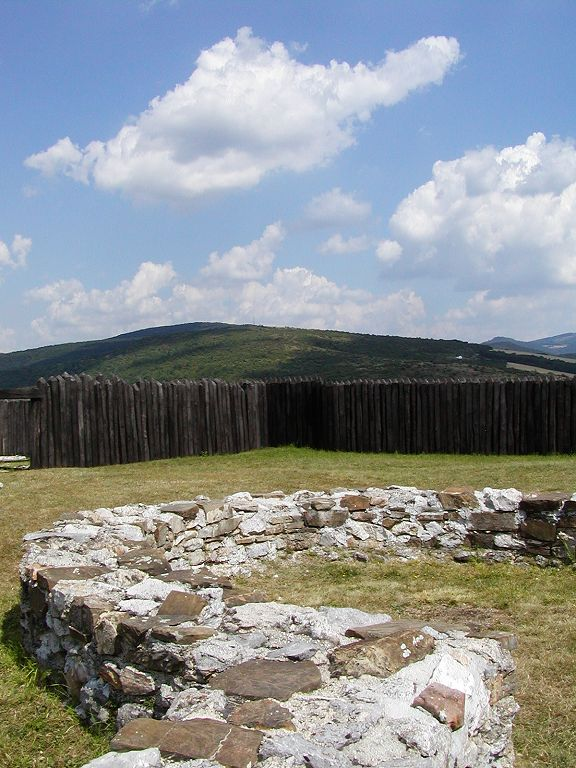